# 国鉄ED71形電気機関車
ED71形は、日本国有鉄道（国鉄）が1959年（昭和34年）から製造した交流電気機関車である。

## 概要
東北本線黒磯以北の電化にあたり、東北地方全域では既存の直流電化区間を除き周波数50 Hzの交流電化を採用することになったため、新たに開発されたのが本形式である。

### 製造の経緯
北陸本線での実績を踏まえ、東北本線の輸送単位を勘案した結果、25 ‰勾配区間において単機で1,000 t、重連で1,200tの貨物列車を牽引可能な性能が求められた。しかし、出力1,500 kW 級のED70形では不十分で、出力2,000 kW 級の大出力交流電気機関車を新たに開発する必要があった。そのため、技術的検証を要する面があり、まず1959年に仕様の異なる試作機3両を製造、この結果を踏まえ、1963年まで量産機52両の計55両が製造された。

## 構造

### 車体
前面は重連総括制御を考慮して貫通形となった。同時期に製造されたED60形やED61形を踏襲したデザインであるが、機器構成が根本的に異なる直流機との差異が車体にも表れており、「田」の字形に配置された側面のルーバーが外観の特徴となっている。
試作車の1・2号機は「田」の字が機械室の両端にあり、片面で計8個のルーバーを持つが、3号機（以下、号機を略。）は「田」の字が1エンド側のみで他方は「日」の字となり、ルーバーが計6個に減っているほか、複数個（4または2個）のルーバーを一旦まとめ、車体外側から取り付ける方法（外バメ式）を取るなどの違いもある。
量産機では、1次形はほぼ1・2に準ずる外観である。2次形からはED60形・ED61形・EF30形と同様、明り取り窓と同じ高さにルーバーが一列に並ぶ配置へと変更された。
なお、製造当初の試作車と量産1次車では運転室直後のルーバーに通票閉塞の通過収受に備えて保護棒（試作車の3はルーバー配置が異なることから保護板）が取り付けられていたが、東北本線の自動閉塞化後は撤去された。

### 機器・性能
起動時は位相制御10段、中高速域は高圧タップ切換による24段制御とすることが決定していたが、変圧、整流系回路については試作機で比較検討することになり、製造を担当する4社3グループ間で異なる方式を選択し、結果を見て量産車への採用を決定する方式が採用された（詳細は後述）。
主電動機は2,000 kW 級を要求されたため、出力510 kW のMT101形が開発された。本機は、日本のD級交流機関車では現在でも最高出力記録する電動機である。
また、旅客列車の冬期暖房用に電気暖房装置を搭載する。

## 形態別概説
55両が製造された。試作車グループの1 - 3、量産車1次形グループの4 - 44、量産車2次形グループの45 - 55に大別される。
ED71形番号別製造分類
| グループ | 車両番号 | 製造所                | 新製配置                          | 製造名目                     | 予算                |
| -------- | -------- | --------------------- | --------------------------------- | ---------------------------- | ------------------- |
| 試作車   | 1        | 日立製作所            | 白河機関区                        | 黒磯 - 福島間 電化開業用試作 | 昭和33年度本予算    |
| 試作車   | 2        | 東芝                  | 白河機関区                        | 黒磯 - 福島間 電化開業用試作 | 昭和33年度本予算    |
| 試作車   | 3        | 三菱電機 新三菱重工業 | 白河機関区                        | 黒磯 - 福島間 電化開業用試作 | 昭和33年度本予算    |
| 1次形    | 4 - 13   | 日立製作所            | 福島機関区 （現・福島総合運輸区） | 黒磯 - 福島間 電化開業       | 昭和34年度本予算    |
| 1次形    | 14 - 25  | 東芝                  | 福島機関区 （現・福島総合運輸区） | 黒磯 - 福島間 電化開業       | 昭和34年度本予算    |
| 1次形    | 26 - 32  | 三菱電機 新三菱重工業 | 福島機関区 （現・福島総合運輸区） | 黒磯 - 福島間 電化開業       | 昭和34年度本予算    |
| 1次形    | 33 - 38  | 日立製作所            | 福島機関区 （現・福島総合運輸区） | 福島 - 仙台間 電化開業       | 昭和35年度本予算    |
| 1次形    | 39 - 41  | 東芝                  | 福島機関区 （現・福島総合運輸区） | 福島 - 仙台間 電化開業       | 昭和35年度本予算    |
| 1次形    | 42 - 44  | 三菱電機 新三菱重工業 | 福島機関区 （現・福島総合運輸区） | 福島 - 仙台間 電化開業       | 昭和35年度本予算    |
| 2次形    | 45 - 49  | 日立製作所            | 福島機関区 （現・福島総合運輸区） | 黒磯 - 仙台間 旅客列車増発   | 昭和36年度第5次債務 |
| 2次形    | 50 - 52  | 東芝                  | 福島機関区 （現・福島総合運輸区） | 黒磯 - 仙台間 貨物列車増発   | 昭和37年度第2次債務 |
| 2次形    | 53 - 55  | 三菱電機 新三菱重工業 | 福島機関区 （現・福島総合運輸区） | 黒磯 - 仙台間 貨物列車増発   | 昭和38年度民有      |

### 試作車
本形式の基本設計はED70形の実績を踏まえて国鉄が行ったが、変圧・整流系回路については製造メーカー毎に差異を設けて比較することとなり、4社3グループ間でそれぞれ1両の計3両が1959年4月に製造された。
駆動方式はクイル式で、台車はED60形のDT106形をベースに、車体側アームを揺れ枕固定する全側受支持構造のDT107形を採用した。
1（製造：日立製作所）
送油風冷式変圧器＋風冷式エキサイトロン水銀整流器
2（製造：東芝）
乾式変圧器+風冷式イグナイトロン水銀整流器
3（製造：三菱電機・新三菱重工業）
送油風冷式変圧器＋水冷式イグナイトロン水銀整流器
黒磯 - 白河間で試験を繰り返した結果、日立製作所が提示した振動に強いエキサイトロン方式を量産車で採用することに決定した。また、東芝方式も好成績を残したため、後にED72形とED73形で採用された。

### 量産車1次形
1960年・1961年に製造された4 - 44が該当する。
1号機のシステムを継承しているが、量産にあたり以下の設計変更が行われた。
- 機器構成が見直されたことで自重が64 t→67.2 tに増加。
- 増加した重量を台車重量で相殺するため、揺れ枕式のDT114形に変更。

また、本形式は主変圧器の3次巻線から電気暖房用電源を取る方式が採られた。運転室ドア脇（1・4位側）に電気暖房表示灯を設置し、地上の掛員（係員）からも確認できるよう、通電中は滅灯、非通電時に黄色く点灯する。これにより機関車の付け替えや増解結の際に電暖引通線取り扱い作業の安全を確保する方式とした。

### 量産車2次形
1962年・1963年に製造された45 - 55が該当する。
1次形からは以下の設計変更が行われた。
- クイル式駆動装置に問題があり、主電動機を防振ゴムを介して車軸に載せる「半釣掛け式」に変更。
  - 本来釣掛け式を想定していないMT101形の防振対策が問題となり、トーションバーをアンチローリング装置として用いることで解決[注 8]。
- 車体側面の通風用ルーバーを一段とし明り取り窓と同じ高さに変更。

その後、より取扱いに優れるシリコン整流器を搭載したED75形が開発されたため製造が打ち切られた。

### 改造
施工はいずれも郡山工場（現・郡山総合車両センター）である。
整流器交換
エキサイトロン水銀整流器は比較的故障が少なかったが、その反面取扱の難しさが目立った。そのため1970年以降シリコン整流器に交換する工事が一部の車両に施工されたが、これにより位相制御を喪失する問題も発生した。
リンク式駆動方式への改造
試作車ならびに量産車1次形で採用されたクイル式駆動装置に難があることから、リンク式に改造する工事が全車に施工された。
前照灯改良
1977年頃から不点灯防止のため、一部の車両において白熱電球1灯式を、2灯を一体化して横に並べた小径のシールドビーム（通称ブタ鼻）に交換。この工事は、同時期、同様の前照灯を持つ他の多くの国鉄車両にも施されていた。
EB90形/AB90形（計画のみ）
本形式の入換用蓄電池機関車への改造が1975年（昭和50年）頃に計画された。本形式からパンタグラフなどの屋上機器、車内機器を撤去し、蓄電池、電機子チョッパ制御装置を搭載した蓄電池機関車へ改造するものであったが、実現には至らなかった。

## 運用
新製以来東北本線南部の主力機関車として使われ、1960年には10・16が黒磯 - 福島間でお召し列車を重連で牽引。1961年には13・23がお召し牽引に充当されたほか、ブースターセクションの問題調査試験にも投入された。
1964年には新設された寝台特急「はくつる」の黒磯 - 仙台間の牽引にも投入され、翌1965年の盛岡電化の際に運用区間の拡大が検討されたが、冬期のエキサイトロン凍結の可能性から運用区間は黒磯 - 小牛田間に限定され、「はくつる」運用もED75形に移管された。
1966年には福島駅構内で2が築堤から転落する事故を起こし、製造から7年で廃車となった。
以後はED75形の大量投入の前に次第に二線級となり、機器や車体各部の老朽化が進んだこともあって1977年に試作車2両を、翌年からは量産1次車を中心とした廃車が始まった。末期は黒磯 - 福島間を中心に朝夕の旅客列車牽引や、D形交流機最大の出力を生かし、福島 - 白石間上下貨物列車、福島 - 金谷川間上り貨物列車の補機運用などに充当され、1982年の東北新幹線開業によるダイヤ改正前後には1往復削減のうえ10系寝台車＋12系客車の編成から20系客車に置き換えられた急行「津軽」をED75形に代わって牽引する運用変更もあったが、同ダイヤ改正によってED75形の運用に余裕が生じ、補機運用の対象であった貨物列車の削減も進んでいたことから、1982年11月22日に黒磯 - 福島間で普通列車1往復を牽引したのを最後に全車運用を離脱、廃車となった。

## 保存機
2021年現在37号機の1輌のみ宮城県内で静態保存されている。
なお、車内の機器を撤去するために車体の一部が切断されて、鉄板で塞がれている。
- ED71 37 - 東北本線 船岡駅

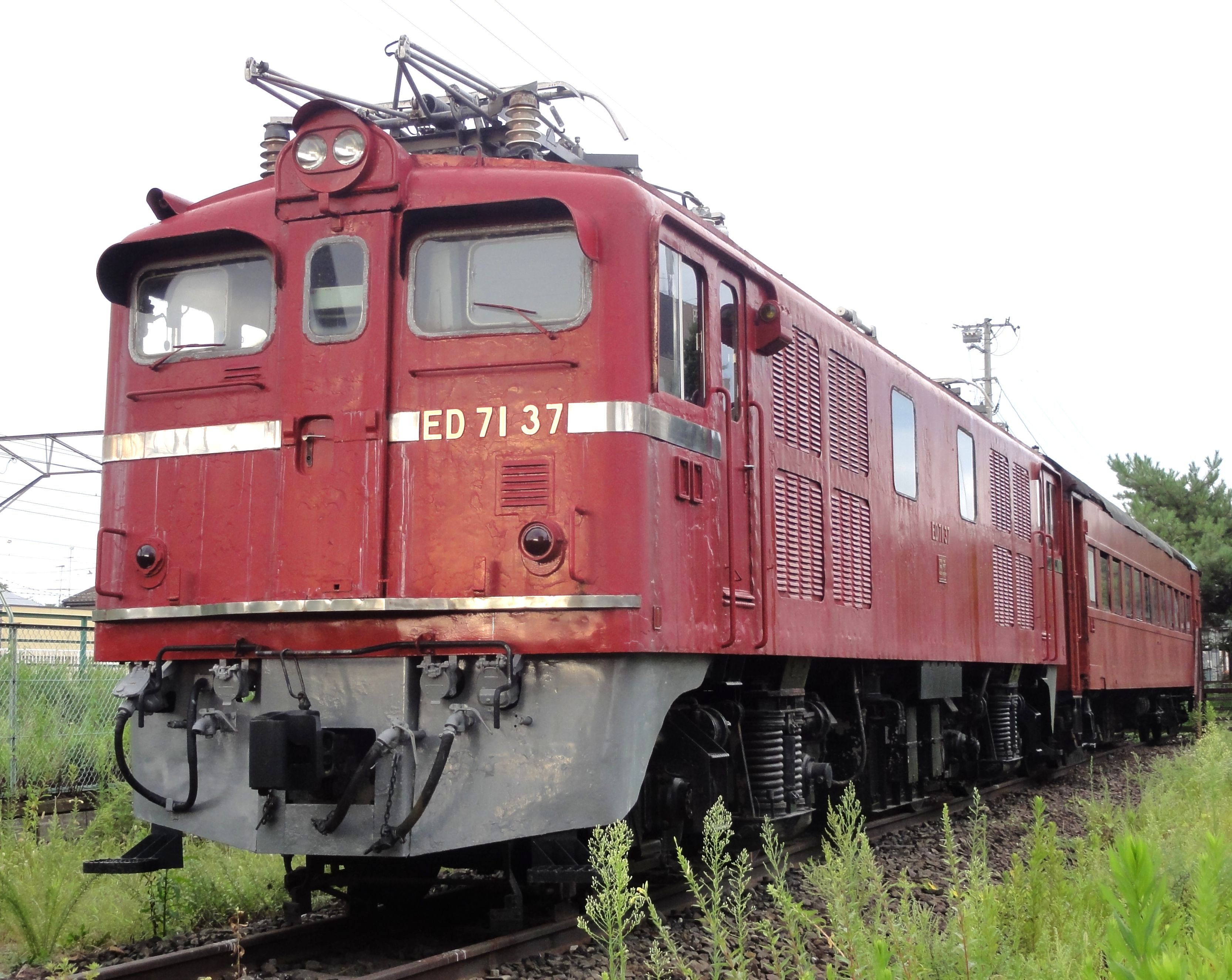
ED71 37 東北本線船岡駅で静態保存。

このほか1号機が新幹線総合車両センターで展示されていたが、2019年から2020年にかけて他の保存車とともに解体されたため現存しない。